# Zanomys hesperia
Zanomys hesperia là một loài nhện trong họ Amaurobiidae.
Loài này thuộc chi Zanomys. Zanomys hesperia được miêu tả năm 1972 bởi Leech.